# Travčice
Travčice (en allemand : Trabschitz ou Drabschitz) est une commune du district de Litoměřice, dans la région d'Ústí nad Labem, en Tchéquie. Sa population s'élevait à 599 habitants en 2021.

## Géographie
Travčice est limité par la ville de Terezín au nord-ouest et par l'Elbe à l'est. Il se trouve à 6 km au sud-est de Litoměřice, à 21 km au sud-est d'Ústí nad Labem et à 51 km au nord-nord-ouest de Prague.
La commune est limitée par Terezín au nord, par Křešice à l'est, par Libotenice et Oleško au sud, et par Bohušovice nad Ohří à l'ouest.

## Histoire
La première mention écrite du village date de 1239.

## Administration
La commune se compose de deux quartiers :
- Nučničky
- Travčice

## Transports
Par la route, Travčice se trouve à 8 km de Litoměřice, à 35 km d'Ústí nad Labem  et à 60 km de Prague.